# Parque Estadual da Serra Furada
O Parque Estadual da Serra Furada (PAESF) é uma unidade de conservação brasileira de proteção integral à natureza. Situado no sudeste do estado de Santa Catarina, ocupa parte do território dos municípios de Orleans e Grão-Pará.

## História
O PAESF foi criado em 20 de julho de 1980, através do Decreto Estadual Nº 11.233. Sua administração cabe à Fundação do Meio Ambiente do Governo do Estado de Santa Catarina.

## Caracterização da área
O Parque Estadual da Serra Furada tem uma área de 1,330 ha e seu perímetro, na porção oeste, está ligado geograficamente ao Parque Nacional de São Joaquim. Juntos, ambos os parques protegem uma área de 50,630 ha. De relevo bastante acidentado, abrange desde as escarpas da Serra Geral nas áreas mais elevadas, junto a vales bastante íngremes até áreas onde rochas sedimentares formam colinas arredondadas, com altitude variando de 400 a 1,480 m.

### Flora
Inserido no bioma da Mata Atlântica, o PAESF é predominante coberto por Floresta Ombrófila Densa que, devido ao relevo acidentado e à grande variação de altitude, está representada pelos subtipos Submontana, Montana e Altomontana (este último também conhecido como mata nebular). Os penhascos rochosos da região abrigam diversas espécies rupícolas, algumas inclusive endêmicas, dentre as quais pode citar-se a recém-descoberta Baccharis scopulorum.

### Fauna
Durante os estudos preliminares à elaboração do plano de manejo do parque, foi levantada a presença de 174 espécies de aves, 10 espécies de mamíferos, 23 espécies de anfíbios, 14 espécies de répteis e 12 espécies de peixes.

## Atrações
Os vales junto às escarpas da Serra Geral conferem ao PAESF grande beleza cênica, sublinhando seu potencial turístico. A Serra Furada, uma fenda arenítica com aproximadamente 45 m de altura e 8 m de largura, que pode ser vista a alguns quilômetros de distância, é a principal atração do parque. Essa formação geológica e o nome do Parque são muitas vezes confundidos com a Janela Furada, outra rocha, também com um grande vão, avistada costumeiramente a partir do Morro da Igreja e que pertence ao vizinho Parque Nacional de São Joaquim.